# Periophthalmus chrysospilos
Periophthalmus chrysospilos és una espècie de peix de la família dels gòbids i de l'ordre dels perciformes.

## Morfologia
Els mascles poden assolir els 12,9 cm de longitud total.

## Distribució geogràfica
Es troba des de l'est de l'Índia fins a Indonèsia.